# Kostjonki-Borsjtsjovo
Het Kostjonki-Borsjtsjovo-complex van sites uit het stenen tijdperk is een groep laatpaleolithische vindplaatsen in het gebied van de dorpen Kostjonki en Borsjtsjovo in het district Chocholski van de Oblast Voronezj.  
De sites Kostjonki-1 tot 21 en Borsjtsjovo-1 tot 5 (waarvan 10 uit meerdere lagen bestaan) beslaan een oppervlakte van 30 km². Meer dan 60 sites uit het Aurignacien en latere Gravettien zijn hier geconcentreerd in een zeer klein gebied.    
Om ze te bestuderen en te behouden werd in 1991 de Kostjonki-tak van het Streekmuseum van Voronezj omgevormd tot het Kostjonki Staats Archaeologisch Museum-Reservaat.
Michail Anikovitsj, onderzoeker bij Kostjonki-12, wees op de wereldwijde betekenis van deze archeologische vindplaats:
Hier, op een deel van de Don-oever, ongeveer tien kilometer lang, waren meer dan zestig sites uit het oude stenen tijdperk - het laatpaleolithicum geconcentreerd. Deze hoek van de aarde is uniek: het weerspiegelt als in miniatuur het beeld van de ontwikkeling van heel Europa in de periode van ongeveer 45 tot 15.000 BP. 
In 1979 werd het moderne gebouw van het archeologisch museumreservaat Kostjonki voltooid.

## Geschiedenis van het onderzoek
S.G. Gmelin vermeldt de ontdekking van antiquiteiten in het Kostjonki-gebied in zijn Reisen durch Rußland  (1768), hoewel hier al eerder overblijfselen van mammoeten waren gevonden, zoals ook blijkt uit de naam van de nederzetting. De Nederlander Cornelis de Bruijn, die Peter de Grote in 1703 naar het zuiden van Rusland vergezelde, schreef bijvoorbeeld:
In het gebied waar we ons bevonden, vonden we tot onze grote verbazing veel olifantentanden, waarvan ik er uit nieuwsgierigheid één voor mezelf hield, maar ik begrijp niet hoe deze tanden hier konden komen. Het is waar dat de vorst ons vertelde dat Alexander de Grote, die deze rivier passeerde, zoals sommige historici beweren, het kleine stadje Kostenka bereikte, ongeveer twaalf kilometer hiervandaan, en dat het heel goed had kunnen zijn dat er op dat moment verschillende olifanten vielen, waarvan de overblijfselen hier nog steeds zijn.
Peter de Grote gaf in 1717 de opdracht "te zoeken naar grote botten, zowel mensen als ivoor, en allerlei andere ongewone botten in Kostensk en andere steden en districten van de provincie". Deze vondsten werden geplaatst in de Kunstkamera van Sint-Petersburg. Veel waardevolle artefacten die hier werden gevonden, gingen naar andere musea, waaronder de Hermitage (bijvoorbeeld de Venusbeeldjes van Kostjonki).
De Kostjonki-1-site werd in 1879 ontdekt door de Russische archeoloog Ivan Poljakov. Het doel van de, nog grotendeels lukrake, opgravingen in 1881 en 1915 was het zoeken naar stenen werktuigen. Systematisch onderzoek naar de Kostjonki-sites begon in de jaren 1920.
Meer diepgaand onderzoek in Kostjonki werd geleid door Pjotr Jefimenko in de jaren 1930. De wetenschappers openden een nu bewaard gebleven woning gemaakt van mammoetbotten (36x15 meter, ongeveer 20.000 jaar BP). Op het terrein van de woning bevonden zich 12 putten die als ossuaria werden gebruikt. Andere woningen van de Kostjonki-bewoners waren langwerpig; Langs de lengteas bevonden zich een aantal haarden.
In de tweede helft van de 20e eeuw werd duidelijk dat Kostjonki niet slechts één nederzetting vertegenwoordigde. Daarom is in de wetenschappelijke literatuur vaak een cijfer vinden achter de naam van de site, waarvan de bekendste Kostjonki-12 en Kostjonki-14 (Markina Gora) zijn.

## Kostjonki-1

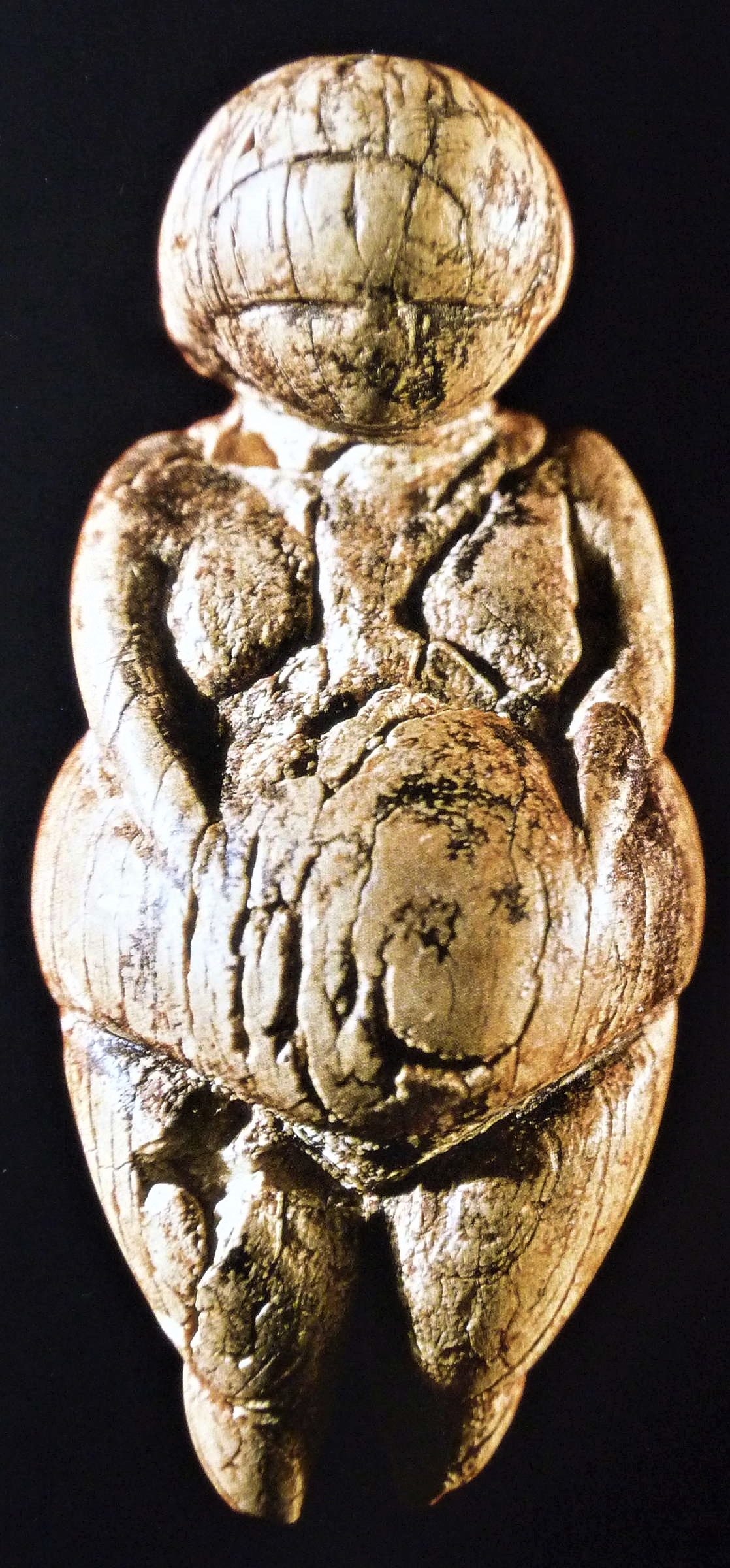
Venusbeeldje van de Kostjonki-1-site

Op de eerste onderzochte site (Kostjonki-1) werden tien zogenaamde Kostjonki-Venussen ontdekt: stenen of benen beeldjes van naakte vrouwen met omvangrijke buik, borsten en heupen. Uniek waren ook vondsten als stukjes kleurstof, wat erop wees dat de Kostjonki-mensen houtskool en mergel gebruikten om zwart-witte verf te maken, en dat ijzerknobbels die in de natuur voorkomen, na verwerking in een vuur, donkerrode en okerkleurige kleurstoffen gaven. Er werd ook gebrande klei gevonden. Wellicht werd deze gebruikt om aardovens mee te bedekken. Op de site werd een zogenaamde geweistaf gevonden, evenals naalden gemaakt van delen van buisvormige botten en mammoetivoor, poetswerktuigen gemaakt van in de lengterichting gedeelde ribben van grote dieren, en spatels met gevormde handvatten.
De woningen bestonden uit hutten waarvan de fundamenten uit mammoetbeenderen bestonden. Er waren twee typen woningen. De constructies van het eerste type waren groot, langwerpig, met haarden langs de lengteas, zoals de bovengrondse woning ontdekt in de jaren dertig door Jefimenko, van 36 meter lang en 15 meter breed, met vier dugouts, 12 opslagputten, diverse kuilen en putten die als opslag werden gebruikt. De woningen van het tweede type waren rond, met een haard in het midden. Voor de bouw werden aarden heuvels, mammoetbotten, hout en dierenhuiden gebruikt. De complete skeletten van een wolf en een poolvos wijzen erop dat jagers de huiden en vachten van dieren verwijderden om kleding te maken. Dit wordt ook bevestigd door de gereedschappen van been voor het bewerken van huiden en het voorbereiden van zacht leer: poetswerktuigen, schaven, priemen en verschillende soorten punten, voorwerpen om de naden van kleding glad te strijken. Als draden werden dierlijke pezen gebruikt.
Naast mammoeten, wolven en poolvossen werden botten van hazen, grondeekhoorns, marmotten, bevers, oostelijke blindmuizen, hamsters, steppelemmingen en gele Eolagurus, woelratten, blinde woelmuizen, veldmuizen, wortelmuizen, grote paardenspringmuizen, hondachtigen, steppevossen, vossen, beren, veelvraten, holenleeuwen, paarden, Equus hydruntinus, wolharige neushoorns, wilde zwijnen, rode herten, rendieren, reuzenherten, elanden, reeën, bizons, runderen, saiga, vogels, vissen en schaaldieren gevonden.
Ook werden huishoudelijke voorwerpen, gereedschappen en sieraden gevonden die typerend waren voor het laatpaleolithicum: hoofdbanden, armbanden, hangers met figuren, miniatuurstrepen (tot 1 centimeter) voor hoeden en kleding, fragmenten van kleine plastieken, schelpen uit de oevers van de Zwarte Zee.

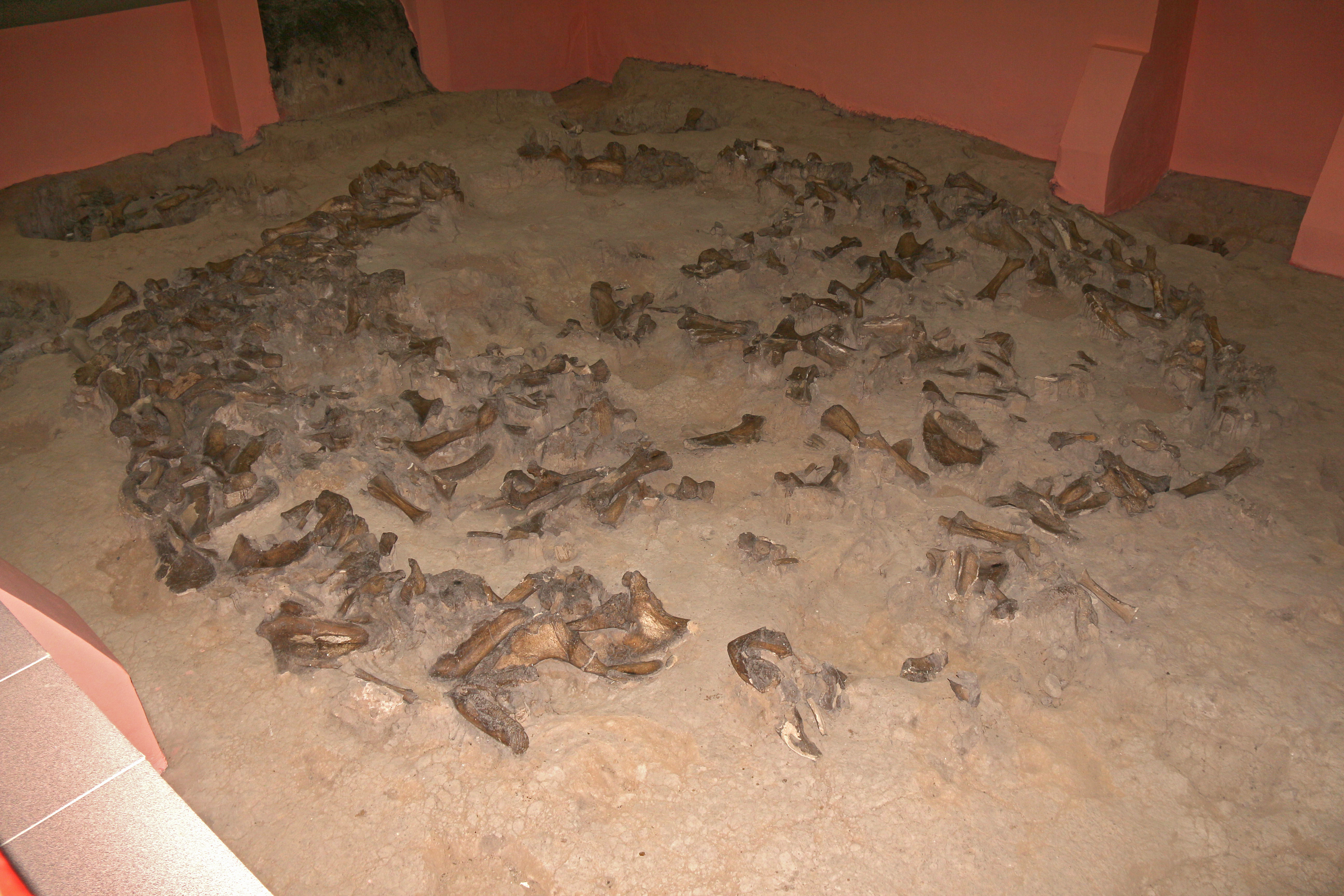
fundering van de woning
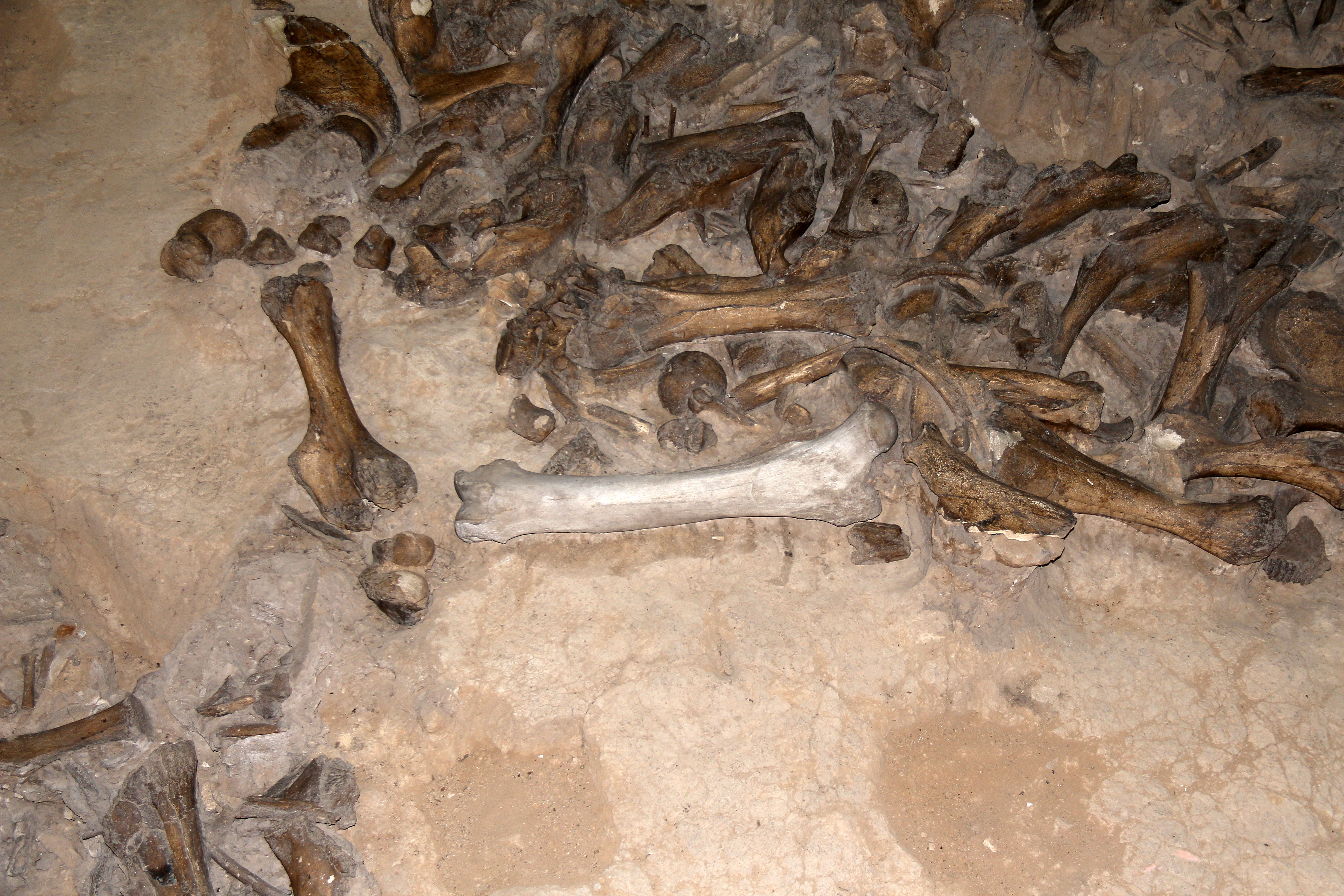
Mammoetbeenderen aan de voet van de woning

## Verschillende sites en culturen

### Initieel laatpaleolithicum

#### Streletskicultuur
Kostjonki-1 laag 2 en 3, Kostjonki-6 (Streletski), Kostjonki-11 (Anosovka-2) en Kostjonki-12 laag 3 behoren tot de overgangsculturen van het initieel laatpaleolithicum. 
Op de Kostjonki-14- site,  ook bekend als Markina Gora, werd in een laag die onder de horizon van vulkanische as ligt, geassocieerd met de uitbarsting van de Campi Flegrei in de Golf van Napels, ongeveer 40.000 jaar v.Chr., een fragment van de tweede linkerrib van een mammoet gevonden met daarin een punt van mammoettand ingebed. 

### Proto-Aurignacien

#### Spitsyncultuur
Op de site Kostjonki-17 (Spitsyn-site) werden geboorde hangers gevonden gemaakt van hoektanden van poolvossen, steenkiezels en belemnieten met behulp van een biconische boortechnologie (de hangers werden van beide kanten geboord). De specifieke technische en typologische kenmerken van de vuurstenen werktuigen van Kostjonki-17 laag II dienden als basis voor het identificeren van de Spitsyncultuur. Er waren analogieën tussen de Spitsyn-industrie en het Proto-Aurignacien in de typische klingenproductie van kernen op één site, de grote rol van microklingen en de aanwezigheid van geretoucheerde Dufour-klingen met een recht profiel. De oorspronkelijkheid van de Spitsyncultuur wordt benadrukt door het verkrijgen van micro-afslagen van geretoucheerde kernvormige klingen. Op de Spitsyn-site werden vijf geboorde hangers uit belemniet-rostra gevonden.

### Epi-aurignacien

#### Zamjatnincultuur
Het epi-aurignacien van het Zamjatnin-complex van de typen Kostjonki-11/1 en Kostjonki-2 dateert uit het begin van het Laatste Glaciale Maximum (~ 20.000 BP). Kostjonki-2, Kostjonki-3, Kostjonki-11/1a en Kostjonki-19 worden gecombineerd tot de Zamjatnincultuur.  

### Vroeg-Gravettien

#### Telmancultuur
Het vroege Gravettien wordt vertegenwoordigd door de Kostjonki-8/2 -site (~ 27-25.000 BP), de typesite van de Telmancultuur (28.000 - 22.000 BP) Evenals bij de Spitsyncultuur ontbreken Moustérien-vormen. Op de Telman-site werd mogelijk het vroegste geval van symbolische trepanatie ontdekt op de schedel van een volwassene, mogelijk een man, in 1959 in de 2e culturele laag gevonden.

#### Gorodsovcultuur
De site Kostjonki-15 (Gorodtsov-site) is de typesite voor de Gorodtsovcultuur, waar deze volgde op de Streletskicultuur. 

### Midden-Gravettien

#### Willendorf-Kostjonkicultuur
Het Midden-Gravettien wordt vertegenwoordigd door Kostjonki-4, Borsjtsjovo-5 en Kostjonki-9-sites ( ~25-24.000 BP), Kostjonki-1/1, Kostjonki-4/2 (Aleksandrovski-site), Kostjonki-8/2, Kostjonki-21/3. Met de sites Poesjkari-1, Boeran-Kaja, Chotyljovo-2, Gagarino, Zarajsk, Willendorf, Dolní Věstonice, Předmosti, Pavlov, Avdejeva, Petřkovice en Berdyzj werden deze samengevat tot de Willendorf-Kostjonkicultuur (oostelijk Gravettien).

### Laat-Gravettien

#### Kostjonki-Avdejevacultuur (22.000 - 19.000 v.Chr.)
Het late Gravettien wordt vertegenwoordigd door Kostjonki 1/1, 14/1, 13-18 (~ 23-22.000 BP). Kostjonki-1 heeft veel gemeen met de bovenste laag van de Avdejevo-site in de oblast Koersk, samengevat in de Kostjonki-Avdejevacultuur. 

### Eind-Gravettien
Het eind-Gravettien wordt vertegenwoordigd door Kostjonki-21/3 (Gmelinski-site), gedateerd op ~22-21.000 BP.

### Epigravettien
De Kostjonki-21/3-site presenteert materialen uit het Anosovski-complex met geometrische microlieten (~ 21.000 BP) van het Kostjonki-11/2-type, dat vroeg-epigravettien kan worden genoemd.
Het ontwikkelde epigravettien van het Borsjtsjovo 1-type (~ 15.000 BP) en het late epigravettien van het Borsjtsjovo 2-type (~ 13.000 BP) werden door een tijdsinterval van de voorgaande lagen gescheiden, en hebben geen culturele continuïteit met hen.

## Menselijke resten

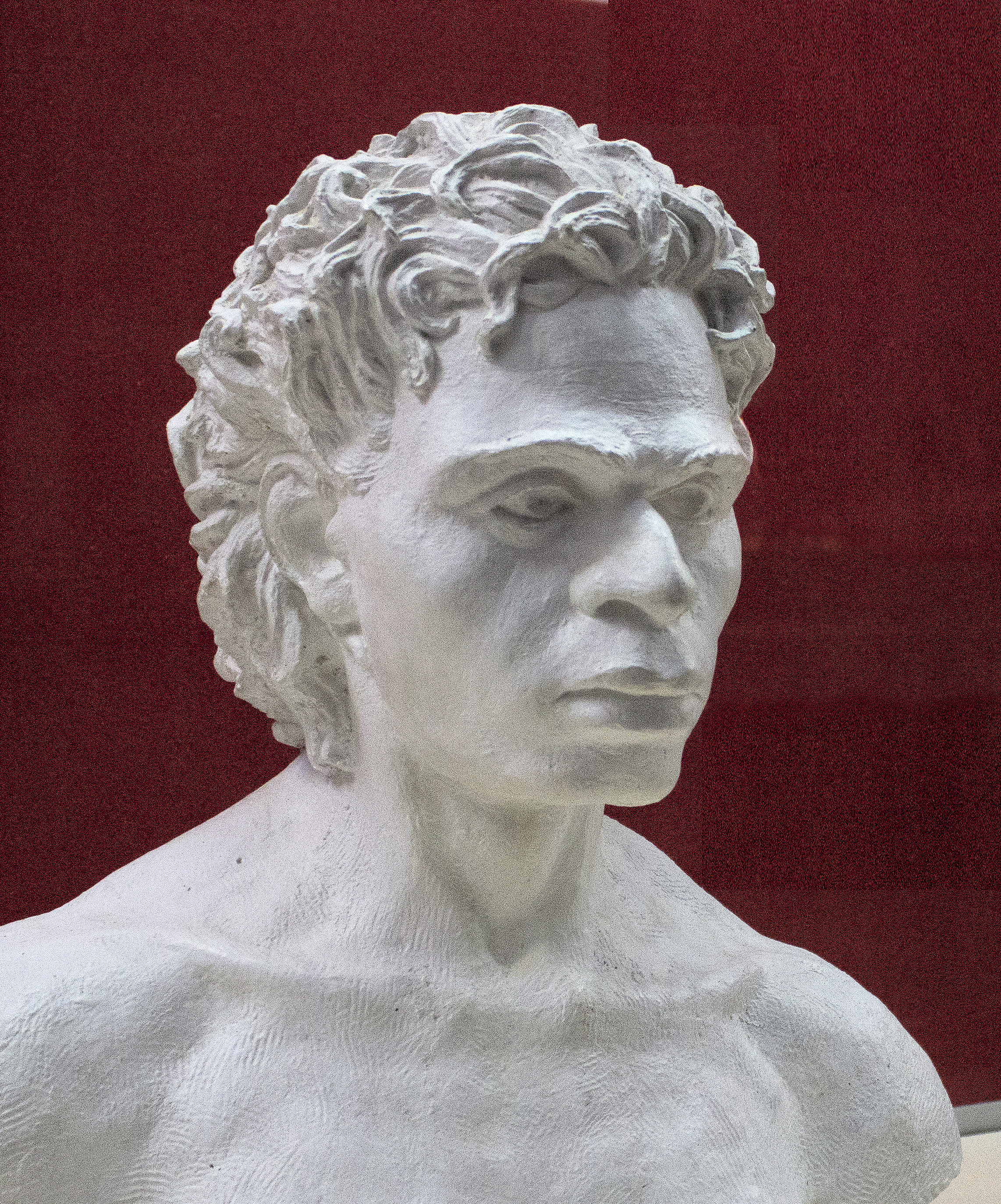
reconstructie van K-14

In de jaren 50 van de 20e eeuw werden in Kostjonki gedurende drie veldseizoenen vier graven uit het laatpaleolithicum ontdekt. In 1983 werd nog een ontdekking gedaan. Zo beoordelen wetenschappers de bevolking van de Midden-Don op basis van vondsten uit vijf begrafenissen: 

### Jonge man van Kostjonki-14
De begrafenis van Kostjonki-14 (Markina Gora, 37.000 BP) behoort tot een onbekende culturele traditie. De menselijke resten van Kostjonki-14 werden gereconstrueerd door Michail Gerasimov, die persoonlijk deelnam aan de opgravingen. Volgens antropologische indicatoren leek hij op de moderne Papoea's. Hij onderscheidde zich door zijn kleine gestalte (160 cm), smal gezicht, brede neus en prognathisme.
Het skelet, gedateerd op 37.000 BP, werd onderzocht op mitochondriaal en Y-chromosomaal DNA. Hij bleek mitochondriale haplogroep U2 te hebben (tegenwoordig voornamelijk verspreid in Noord-India en de Kama-regio) en Y-chromosomale haplogroep C1b-F1370 (subclade C1b1-K281>Z33130>Z33130*). Het kleine volume van het neurocranium van Kostjonki-14 geeft aan hoe anders deze vondst is ten opzichte van andere moderne mensen uit het laatpaleolithicum. De lichaamskenmerken van Kostjonki-14 waren direct tegengesteld aan de kenmerken van de man uit Soengir, die zich onderscheidt door brachymorfie, grote lengte, een grote conventionele volume-indicator en een hoge verhouding tussen lichaamsmassa en oppervlak.

### Oudere man van Kostjonki-2 (Zamjatnin-site)
De begrafenissen Kostjonki-2 en Kostjonki-15 behoren tot de Gorodtsovcultuur. In Kostjonki-2 bevond het lijk zich in een zittende positie en er werd een heel huis voor gebouwd. Voor de Kostjonki-2-schedel merkte G.F. Debets de disharmonie op van een lange schedel en een breed gezicht. De lange botten waren tot nu toe vrijwel niet bestudeerd, omdat ze niet uit de matrix waren gehaald. 

### Kind van Kostjonki-15 (Gorodtsov-site)
V.P. Jakimov ontdekte de gelijkenis van de metrische gegevens en contouren van het hersengedeelte van de schedel van Kostjonki-15 met de schedel van Předmosti II uit Moravië. 

### Kind van Kostjonki-18
Het graf Kostjonki-18 (21020 ± 180 BP) behoort tot de Kostjonki-Avdejevacultuur. De slecht bewaarde kinderschedel van Kostjonki-18 heeft archaïsche kenmerken. 

### Pasgeboren jongen van Kostjonki-12 (Volkovskaja)
Het postcraniale skelet van een pasgeboren jongen uit de Kostjonki-12-site, ontdekt door M.V. Anikovitsj in 1983, verschilde van de skeletten van moderne pasgeborenen in een aanzienlijk hogere waarde van de ulnobrachiale index. In Kostjonki-12 daterend van 32.000 BP, werden haplogroep C-F3393 van de Y-chromosomale haplogroep C en de mitochondriale haplogroep U2 geïdentificeerd.